# Космолузер
«Космолузер» (англ. Kenny Begins) — комедійний науково-фантастичний бойовик 2009 року виробництва Швеції. Фільм є самостійним приквелом телевізійного міні-серіалу «Кенні Старфайтер» 1997 року. Стрічка є рекордсменом за кількістю спецефектів серед шведських фільмів. 30 лютого 2010 року «Космолузер» був представлений на Гетеборзькому кінофестивалі.

## Сюжет
Кенні Старфайтер — безнадійний студент. Його батьки Бенні та Дженні втомилися платити за навчання, тому висунули ультиматум: закінчити навчання або працювати перукарем у сімейному салоні.
Кенні намагається здобути якомога більше балів, тому вирішує спіймати злочинця. Намагаючись наздогнати правопорушника студент помилково потрапляє на Землю. Він зустрічає Понтуса — кульгаючого підлітка з вадами зору, який страждає від знущань. Понтус несподівано знаходить таємничий кристал, який надав йому суперсилу. У підлітка з'явився шанс бути поміченим Мірандою, найкрутішою дівчиною в школі.
Рутгер Оверсмарт — найрозумніша людина у Всесвіті дізнається про дії Понтуса з кристалом. Це заважає стати йому найсильнішим, тому Рутгер відправляє найнебезпечніших мисливців за головами Землю, Вітер і Вогонь, щоб дістатися до нього.

## У ролях
| Актор             | Роль             |
| ----------------- | ---------------- |
| Йоган Рхеборг     | Кенні Старфайтер |
| Білл Скашгорд     | Понтус           |
| Карла Абрахамсен  | Міранда          |
| Ян Мюбранд        | Рютгер           |
| Брассе Бреннстрем | генерал Судоко   |
| Сесілія Фроде     | головоріз 1      |
| Пер Свенссон      | головоріз 2      |
| Жозефін Борнебуш  | головоріз 3      |
| Пернілла Аугуст   | керівник         |
| Сіселла Кайл      | Дженні           |

## Створення фільму

### Виробництво
Зйомки фільму проходили в Єлліваре, Швеція.

### Знімальна група
- Кінорежисер — Матс Ліндберг, Карл Остранд
- Сценарист — Матс Ліндберг, Карл Остранд, Ларс Йоганссон
- Кінопродюсер — Патрік Рюборн
- Композитор — Кларенс Еверман
- Кінооператор — Йоран Галльберг
- Кіномонтаж — Томас Лагерман
- Художник-постановник — Марія Соглман Вікмен
- Художник-костюмер — Клара Агстрем[7]

## Сприйняття
Фільм отримав змішані відгуки. На сайті Rotten Tomatoes оцінка стрічки становить 28 % від глядачів із середньою оцінкою 2,9/5 (158 голосів). Фільму зарахований «розсипаний попкорн» від глядачів, Internet Movie Database — 5,9/10 (1 608 голосів).